# Wilhelm Fagerlund

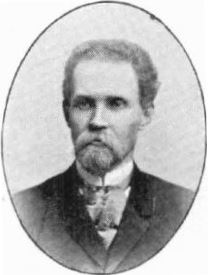
Wilhelm Fagerlund.

Lars Wilhelm Fagerlund, född 26 oktober 1852 i Åbo, död 22 september 1939 i Finström, var en finländsk läkare och ämbetsman.
Fagerlund blev student 1871, filosofie kandidat 1875, medicine licentiat 1884 och medicine och kirurgie doktor 1886. Han tjänstgjorde 1888–97 vid Helsingfors universitets patologisk-anatomiska institution och blev 1889 docent i rättsmedicin, men sökte och erhöll 1897 provinsialläkartjänsten i Godby distrikt på Åland. Han blev medicinalråd i Medicinalstyrelsen 1907, men ansåg sig 1914 tvingad att avgå från tjänsten. 
Fagerlund hade mycket stort intresse för Åland och dess förhållanden, var ledamot av ålandskommittén (1919) och utsågs, efter genomförandet av Ålands självstyrelse, på hösten 1922 till landskapets förste enligt den nya ordningen utsedda landshövding, en befattning vilken han, trots hög ålder, innehade intill 1937. 
Fagerlund utövade flitig skriftställarverksamhet på medicinens område. Särskilt behandlade han lepran: Finlands leprosorier I–II (i "Bidrag till kännedom af Finlands natur och folk", 1886, 1903), Spetelskans förekomst i Finland (i "Finska läkarsällskapets handlingar", 1891, 1893, 1904), men även, företrädesvis i "Finska läkarsällskapets handlingar", hygieniska spörsmål: tuberkulosens uppträdande i landet, koleraepidemin 1871 i Helsingfors, om golv och golvfyllning, Helsingfors stads vattenledning och dess vatten (disputation 1897). För docentur utgav han avhandlingen Om drunkningsvätskas inträngande i tarmarna (1888). 
Mycket intresse ägnade Fagerström studiet av medicinens historia i Finland; förutom ovannämnda arbeten om leprosorierna publicerade han flera smärre på arkivforskning grundade uppsatser samt utgav tillsammans med Robert Tigerstedt Medicinens studium vid Åbo universitet (i "Svenska litteratursällskapets skrifter", 16, 1890). Han var initiativtagare till inrättandet av Åbo stads historiska museum och verkade även för Ålands kulturhistoriska museum. Förtjänstfullt är hans ungdomsarbete Anteckningar om Korpo och Houtskär socknar (i "Bidrag till kännedom af Finlands natur och folk", 1878); skärgårdsfolket och dess livsvillkor i Åbo och Ålands skärgårdar behandlade han även  i Anteckningar rörande samfärdseln mellan Sverige och Finland över Ålands hav och åländska öarna (1925) och i "Atlas öfver Finland".